# Michel Louwagie

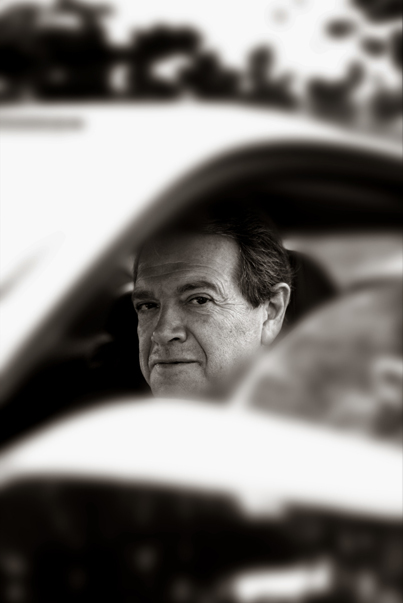

Michel Louwagie (* 1. Januar 1956 in Brügge) ist ein belgischer Sportmanager. Er war Manager und technischer Direktor bei KAA Gent. Er ist außerdem Ehrenpräsident des Königlichen Belgischen Schwimmverbandes, dessen Präsident er von 1998 bis 2018 war.
Er ist in Brügge geboren und aufgewachsen und war in seiner Jugend Jugendspieler von Cercle Brügge. 1978 erwarb er einen Master-Abschluss in Leibeserziehung an der Universität Gent. 1974 wurde er belgischer Meister über 100 Meter Rücken. Er war auch der belgische Rekordhalter über 200 Meter  Rückenschwimmen.
| Personendaten    | Personendaten           |
| ---------------- | ----------------------- |
| NAME             | Louwagie, Michel        |
| KURZBESCHREIBUNG | belgischer Sportmanager |
| GEBURTSDATUM     | 1. Januar 1956          |
| GEBURTSORT       | Brügge                  |